# Rău de mișcare
Răul de mișcare sau kinetosis este o tulburare medicală care afectează unele persoane atunci când sunt supuse la mișcare, în timpul călătoriei cu un mijloc de transport.  
Funcție de mijlocul de transport, răul de mișcare poate fi: 
- rău de mare: apare pe vapoare, ambarcațiuni, iaht-uri, submarine
- rău de avion: se manifestă în avioane, elicoptere
- rău de mașină: în automobile, trenuri
- alte mijloace în mișcare: roller coaster, simulatoare, nave spațiale, în timpul folosirii anumitor dispozitive de realitate virtuală.

## Cauze
În timpul călătoriei, indiferent de vehicul, receptorii echilibrului din urechea internă percep în permanență poziția corpului, sesizează mișcarea (un balans) și transmit informațiile către creier. Receptorii vizuali, la rândul lor, sesizează poziția corpului, de aparentă imobilizare și transmit creierului informația. 
Cele două informații contradictorii ajung la creier și apare un conflict de informații la acest nivel, iar organismul este derutat. Din cauza lipsei de sincronizare, în organism se  declașează un semnal de eroare, un reflex de stres la nivelul anumitor receptori antihistaminici care apare sub forma unei indispoziții cu intensitate variabilă.

## Simptome
Răul de mișcare se manifestă prin mai multe semne și simptome:  paloare, înroșirea fetei, greață, diaforeză (transpirație rece abundentă), senzație de frig (frisoane), dureri de cap, hipomotilitate gastrică, vărsături, modificări cardiovasculare și endocrine, somnolență, apatie, leșin.
Severitatea simptomelor este variată, de la un disconfort minor și până la prostrație (stare patologică de totală indiferență fată de ceea ce se petrece în jur, cauzată de oboseala excesivă a nervilor), și vărsături continue ce duc la deshidratare.

## Rău de mare
Din totalul celor care călătoresc pe mare agitată, în special pe vase mari, 90 % suferă de rău de mare, iar 30 % chiar și pe mare liniștită.

Răul de mare era cunoscut încă din antichitate. Hipocrat afirma că „navigația pe mare demonstrează cum nu se poate mai bine că zgâlțâiala corpului îi produce stricăciuni”. Pliniu cel Bătrân a încercat să folosească răul de mare drept remediu împotriva bolilor de ochi și de plămâni, sfătuind bolnavii să plece în călătorii pe mare.

În secolul al XIX-lea medicii europeni îi sfătuiau pe cei suferinzi de boli nervoase să călătorească pe mări agitate.
Cauzele răului de mare au fost elucidate în anul 1881 de către medicul american William Jones care a observat că surzii nu au rău de mare. El a concluzionat că sediul acestei maladii se află în urechea internă care are rol principal în păstrarea echilibrului corpului. 
Cercetările ulterioare au arătat că femeile suportă mai bine decât bărbații călătoria pe mare, nu se manifestă la copii sub 2 ani și survine destul de rar între vârsta de 8 … 12 ani. Răul de mare sub formă de agitație și chiar vărsături a fost observat și în cazul unor animale de circ care călătoreau pe mare (elefanți, tigri, maimuțe, câini, pisici).

La  apariția răului de mare mai contribuie și alți factori cum ar fi condițiile de navigație (durată, tipul ambarcațiunii, mișcările combinate ale hulei de tangaj și de ruliu, mirosul de combustibil), oboseala, frigul, foamea precum și vederea altor persoane cu rău de mare. 
Răul de mare este ameliorat sau poate să dispară în totalitate după o perioadă de 2-3 zile de navigare pe mare, atunci când organismul începe să se adapteze la călătoria pe mare. 

## Profilaxie
Metode care ajută la ameliorarea simptomelor răului de mișcare:
- în timpul călătoriei pe mare este recomandată plasarea la mijlocul ambarcațiunii, iar în timpul călătoriei cu avionul solicitarea locurilor de lângă aripa avionului
- mișcările capului să fie cât mai reduse
- privirea fixă a liniei orizontului
- se va evita consumul de alcool sau alimente bogate în calorii înainte sau în timpul deplasărilor, preferându-se alimente ușor digerabile și lichide în cantități mici
- când deplasarea se face cu autovehiculul să se evite cititul, sau privitul la video

La apariția simptomelor de rău de mișcare, se recomandă:
- să se consume biscuiți sărați și apă minerală sau apă tonică
- respirarea de aer proaspăt
- așezarea sau întinderea la orizontală, într-un loc în care mișcarea nu se simte atât de intens și menținerea în poziție fixă a capului.

Pentru a preveni sau reduce simptomele răului de mișcare se pot folosi diverse suplimente alimentare sau medicamente.  
Majoritatea acestora sunt eficiente dacă sunt administrate înainte de plecarea în călătorie. 
Medicamente de tipul Anergan, Clorpromazină, Emetiral, Metoclopramid,  Phenergan, Proclorperazina, Scopolamină, Torecan, Dramamine, Benadryl, Marezine, Antivert sau suplimente alimentare pe bază de extract standardizat de ghimbir  precum Antimetil. 